# Åtrån fångad i svansen
Åtrån fångad i svansen är en poetisk teaterpjäs i sex akter av Pablo Picasso. Den franska originaltiteln lyder Le Désir attrapé par la queue, där det sista ordet queue betyder "svans", men också "kö" och "kuk". Pjäsen är skriven i en surrealistisk stil på bara tre-fyra dagar, 14-17 januari 1941, under tyska ockupationen och krigets allmänna ransonering i Paris. Den handlar om hunger, köld och kärlek.
| ”                     | Här kommer jag med mellanmålet. Inget vatten i kranen. Inget te. Inget socker. Ingen kopp, inget fat. Ingen sked. Inget glas. Inget bröd och ingen marmelad. Men här, under armen har jag en vacker överraskning: min roman, och av denna tjocka korv skall jag skära några skivor som jag skall stoppa in i ert huvud, om ni tillåter det och vill lyssna riktigt uppmärksamt på mig under de långa år av svart natt som vi nu glatt kan kosta på oss den här förmiddagen. | „ |
| – Tjocka foten, Akt V | |   |

## Kända läsningar av pjäsen

### Frankrike
En första ambitiös läsning av hela pjäsen gjordes den 19 mars 1944 hemma hos surrealisten Michel Leiris i det ännu ockuperade Paris. Albert Camus agerade regissör och en repetition genomfördes. Simone de Beauvoir, som läste rollen som Tårtans kvinnliga kusin, mindes senare det hela som en blandning av improviserad teater och en målerisession. Hennes livskamrat Jean-Paul Sartre var också med, han läste Runda stumpens roll. Michel Leiris hade den ledande rollen som Tjocka foten. Tårtan gjordes av den unga, blivande skådespelerskan Zanie Campan. Raymond Queneau var Löken. Picassos älskarinna, fotografen och konstnären Dora Maar spelade Den feta ångesten. Förutom författaren själv fanns i åhörarskaran bland andra Jacques Lacan, Jean-Louis Barrault, Georges Bataille, Georges Braque, María Casares, Valentine Hugo, Henri Michaux och Pierre Reverdy. Även Claude Simon närvarade och skulle så småningom återge händelsen med blodig ironi i sin roman Le Jardin des plantes (1997).

### England
Surrealismens introduktör i Storbritannien på 1930-talet tillika picassokännaren Roland Penrose anordnade i februari 1949 en offentlig läsning av valda delar ur pjäsen på sitt nyöppnade galleri Institute of Contemporary Arts i London, med Dylan Thomas som uppläsare.

### USA
I samband med en utställning av Pablo Picassos svart-vita verk på Guggenheimmuseet i New York i oktober 2012 genomfördes ett par läsningar av hans pjäs i regi av Anne Bogart med bland andra dramatikern John Guare i ensemblen tillsammans med Picassos barnbarn Diana Picasso och chefen för museet Richard Armstrong.

## Uppsättningar

### England
Världspremiären ägde rum 9 oktober 1950 på The Watergate Theatre, en liten källarteater i London. Den föregicks av rykten om obscenitet och om hot från teateragenter att inte längre företräda de skådespelare som var med. Det fanns partier i pjäsen som var både verbalt och fysiskt utmanande. För att kringgå den kungliga teatercensurens ämbete, Lord Chamberlain, hade teaterchefen William Jay därför inrättat The Watergate Theatre som en klubb bara för medlemmar. Föreställningen föregicks bland annat av ryktet att en färgad kvinna skulle röra sig över scenen endast iklädd tre rosor och dansa charleston. Riktigt så står det inte i originalmanus, men regissören, som även vid detta tillfälle var en framstående författare, nämligen Dylan Thomas, hade bearbetat texten något. Den kvinnliga roll som kallas Tårtan är naken flera gånger i manus, men det sägs inget om hennes hudfärg. I sista akten visar hon rumpan och säger att hon kan dansa rumba. Denna roll sägs ha spelats av en färgad, spansk cabaretartist kallad Louise Toumavoh. Skådespelaren Alfred Burke hade också en roll.

### Frankrike
I Frankrike uruppfördes pjäsen först 1967 i Saint-Tropez, vid Festival de la Libre expression, under ledning av Jean-Jacques Lebel och Allan Zion. I rollerna märktes bland andra Rita Renoir, Jacques Seiler, László Szabó, Taylor Mead och Ultra Violet. 

### USA
2 mars 1952 satte det experimentellt inställda teatersällskapet The Living Theatre upp den tillsammans med två andra pjäser på Cherry Lane Theatre i Greenwich Village. De unga teaterintresserade poeterna Frank O'Hara och John Ashbery medverkade som De båda vovvarna. Över trettio år senare 1984 sattes Åtrån fångad i svansen upp på Guggenheimmuseet i New York med popkonstnärerna David Hockney och Louise Bourgeois i ett par av rollerna. 20-23 juli 2006 iscensattes den stort med inslag av dans, musik, specialskriven poesi, dockteater och film, som en del av Capital Fringe Festival i Washington, D.C. av Carmen C. Wong och hennes banished? productions.

### Tyskspråkiga uppsättningar
I Bern gjordes en första tyskspråkig, schweizisk uppsättning 1956 vid Kleintheater Bern i regi av Daniel Spörri. Förutom att medverka i pjäsen, svarade Meret Oppenheim för såväl en bearbetning av texten som för kostymer och masker. Föreställningen filmades av Kurt Blum. Den österrikiske teatermannen Veit Relin satte upp pjäsen 1962 på sin egen Atelier-Theater am Naschmarkt i Wien. Han filmatiserade även pjäsen 1971 för västtysk tv, ZDF.

### Sverige
I Sverige har den spelats på mindre scener sedan 1960-talet. Atelierteatern i Malmö var den första 1962. Marionetteatern satte upp den 1966 i bearbetning och regi av Staffan Westerberg och med Lasse Werner i en av rollerna. Därefter har den spelats av Lunds Studentteater höstterminen 1992 och av Lekaresällskapet i Kristinehamn 2003.

#### Primär
- Pablo Picasso: Le Désir attrapé par la queue (Paris: Gallimard, 1945; 1988; 1995)
  - Åtrån fångad i svansen av Pablo Picasso, svensk tolkning och efterskrift av Arne Häggqvist, faksimilerad fransk text efter Picassos manuskript (Arne & Hubert, 1966)
  - Desire Caught by the Tail, engelsk tolkning av Bernard Frechtman (The Philosophical Library Inc., 1948)
  - Wie man Wünsche am Schwanz packt, tysk tolkning av Paul Celan (Zürich: Verlag der Arche, 1954; utgiven senast 2010)
  - Il desiderio preso per la coda, italiensk tolkning av G.A. Gibotto och J.P. Manganaro (Colombo, 1961)
  - El deseo atrapado por la cola, spansk tolkning av Floreal Mazia (Buenos Aires: Proteo, 1970)

#### Sekundär
- Donald Allen: A Short Chronology, i The Collected Poems of Frank O'Hara (1971)
- Simone de Beauvoir: La Force de l'âge (Gallimard, 1966)
- Carolyn Burke: Lee Miller (Bloomsbury, 2006)
- Terrell W. Marrs: The Living Theatre: History, Theatrics, and Politics (Texas Tech University, 1984)
- Roland Penrose: Pablo Picasso. His Life and Work (1958)